# Suarezia ecuadorana
Suarezia ecuadorana är en orkidéart som beskrevs av Dodson. Suarezia ecuadorana ingår i släktet Suarezia och familjen orkidéer. Inga underarter finns listade i Catalogue of Life.